# Lista de canções digitais número um nos Estados Unidos em 2008

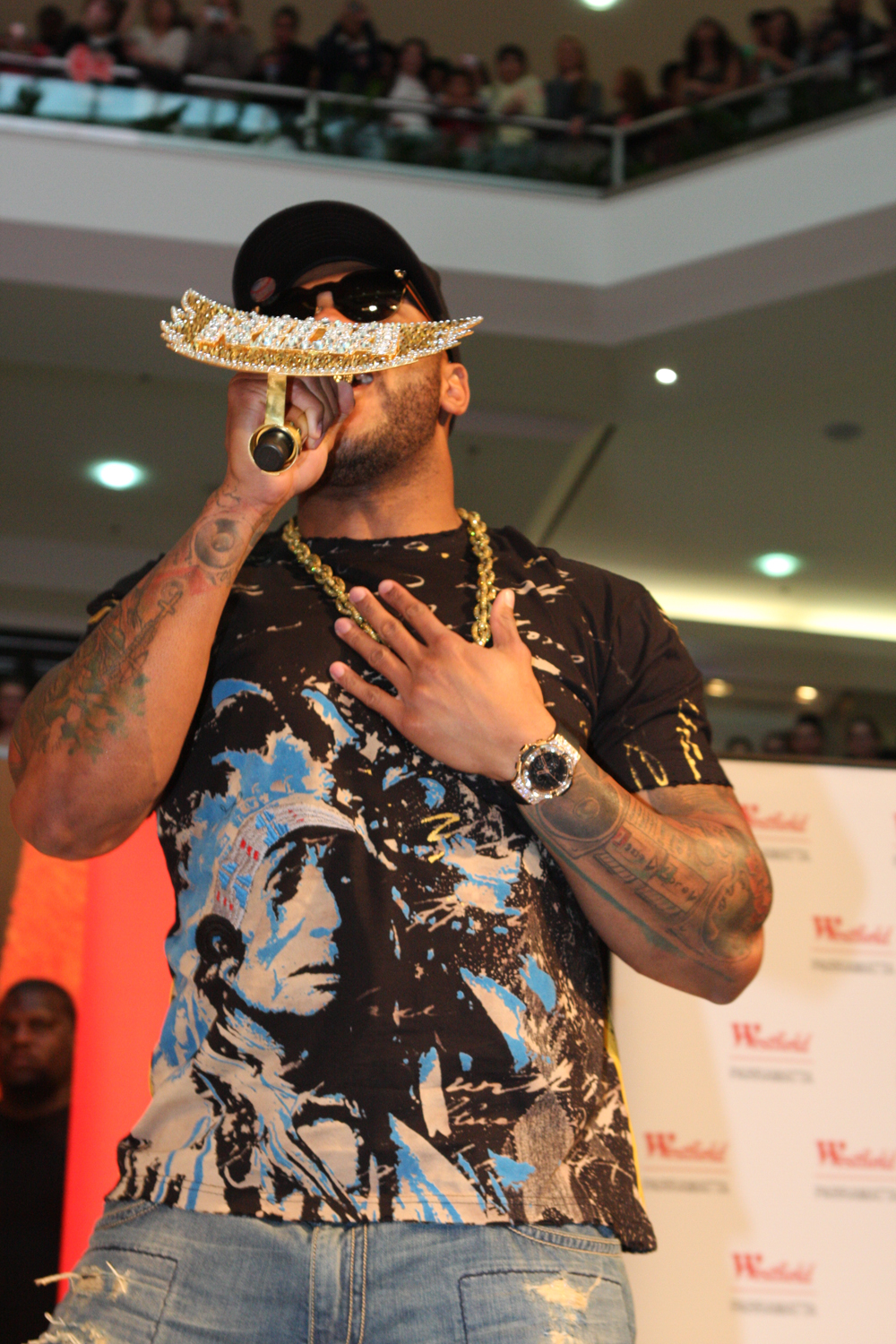
"Low", do rapper Flo Rida, foi a canção com o melhor desempenho comercial do ano, tendo sido a primeira a alcançar a marca das cinco milhões de unidades digitais comercializadas.

A seguir apresenta-se a lista das canções digitais que alcançaram o número um nos Estados Unidos no ano de 2008. A Hot Digital Songs é uma tabela musical que classifica os singles mais vendidos em lojas digitais nos Estados Unidos, publicada semanalmente pela revista Billboard com os seus dados recolhidos pelo sistema de mediação de vendas Nielsen SoundScan. Embora tenha iniciado a fazer controle das vendas de canções na semana de 30 de Outubro de 2004, foi oficialmente introduzida como uma tabela musical na semana de 22 de Janeiro de 2005, fundindo todas as versões de uma canção vendida por distribuidores digitais. Os seus dados foram incorporados na Hot 100 três semanas depois e mais tarde em várias outras tabelas musicais, devido ao aumento dramático de vendas em lojas digitais ao contrário de lojas físicas.
Em 2008, vinte canções atingiram o topo da tabela musical. No entanto, embora tenha liderado por,  iniciou a sua corrida no ano anterior e foi, portanto, excluída. Não obstante, liderou a tabela neste ano por mais dez semanas, totalizando treze semanas no topo, o terceiro tempo de liderança mais longo da tabela. Além disso, foi a canção com o melhor desempenho do ano, tendo sido a primeira da história da Nielsen SoundScan a alcançar ambas marcas de quatro e cinco milhões de unidades comercializadas em território norte-americano.
Dez artistas conseguiram alcançar a primeira posição da Hot Digital Songs pela primeira vez, quer em obras nas quais foram creditados como artistas principais ou convidados. Eles são: Usher, Jeff Buckley, Leona Lewis, Justin Timberlake, David Cook, Coldplay, Katy Perry, David Archuleta, T.I., e Pink. Lewis fez história por ser a primeira artista britânica feminina a atingir a primeira colocação da tabela musical, com o seu single de estreia "Bleeding Love", que liderou por quatro semanas não-consecutivas, o maior tempo de liderança do ano até então. Todavia, foi "I Kissed a Girl" da cantora Katy Perry que acabou por permanecer no topo pelo tempo mais longo, com seis semanas consecutivas na liderança. Vencedora da versão britânico do The X Factor, Lewis foi a primeira de três artistas com um número um que participaram de um programa de talentos. Houve ainda David Cook e David Archuleta, ambos participantes do American Idol. A estreia de "The Time of My Life" no topo rendeu a Cook a maior quantidade de unidades digitais comercializadas em uma semana de estreia por um vencedor do American Idol.
"Just Dance", o primeiro número um de Lady Gaga, levou 24 semanas a alcançar o topo da tabela musical, o terceiro tempo mais longo da história da Hot Digital Songs. O rapper T.I. conseguiu o feito raro de se substituir na primeira posição da tabela na semana de 18 de Outubro, quando a sua canção "Whatever You Like" foi removida da posição de topo por "Live Your Life", com participação de Rihanna, fazendo dele o segundo artista a conseguir este feito, após Mariah Carey em 2005. Além disso, "Live Your Life" comercializou a maior quantidade de cópias em uma semana de 2008: 334 mil e 550. Beyoncé repetiu o feito de T.I. na semana de 6 de Dezembro, removendo "If I Were a Boy" com "Single Ladies (Put a Ring on It)", marcando a primeira vez que este fenómeno acontecia mais de uma vez no mesmo ano. Britney Spears e Rihanna foram as outras duas artistas que conseguiram posicionar mais de um tema no topo neste ano.

## Histórico

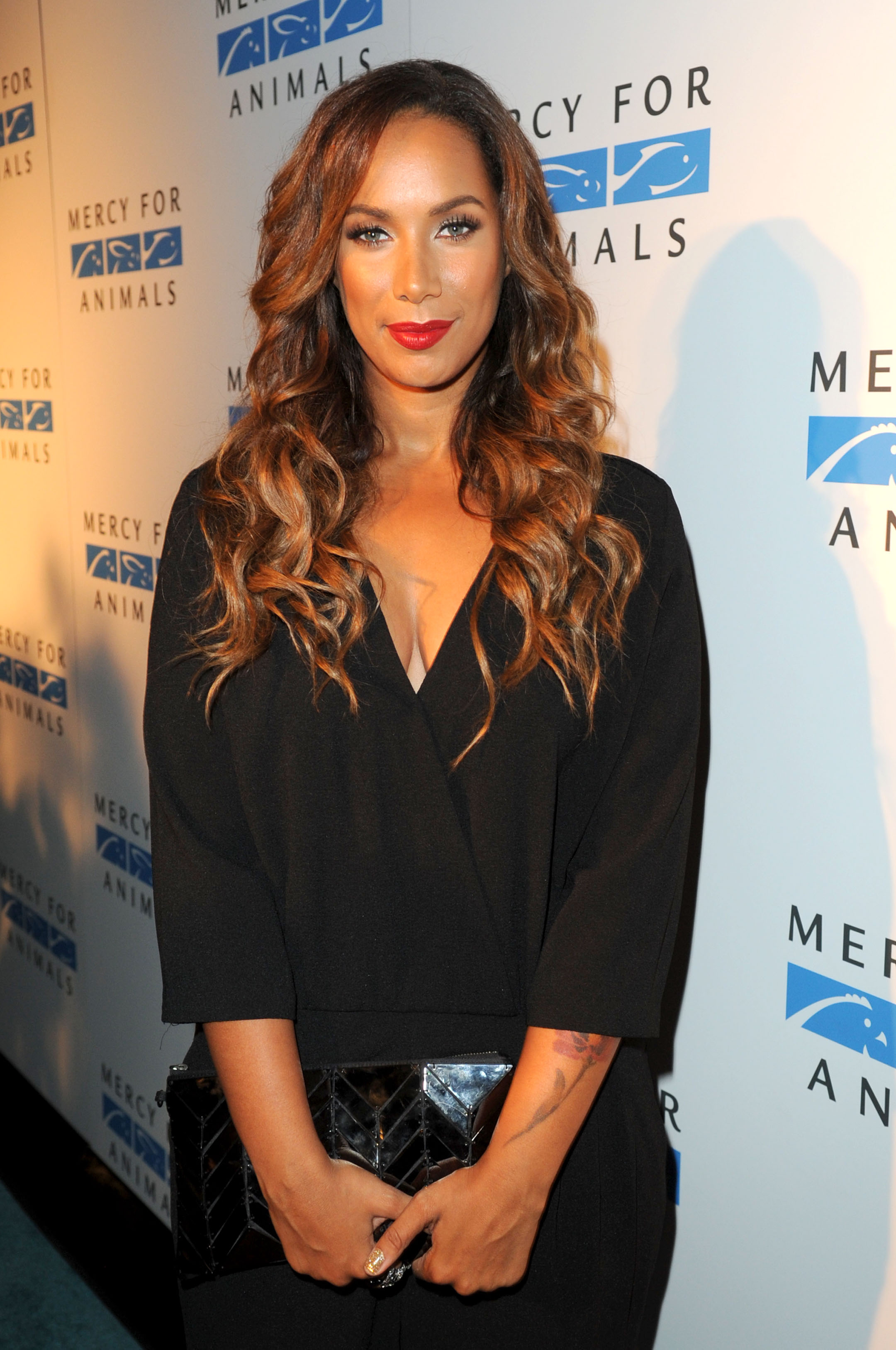
Leona Lewis fez história por ser a primeira artista britânica feminina a atingir a primeira colocação da tabela musical, com o single de estreia "Bleeding Love"

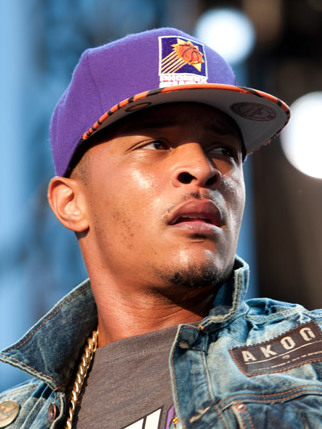
O rapper T.I. tornou-se no segundo artista de sempre a se substituir na primeira posição da tabela. Além disso, "Live Your Life" rendeu-lhe a maior quantidade semanal de unidades comercializadas.

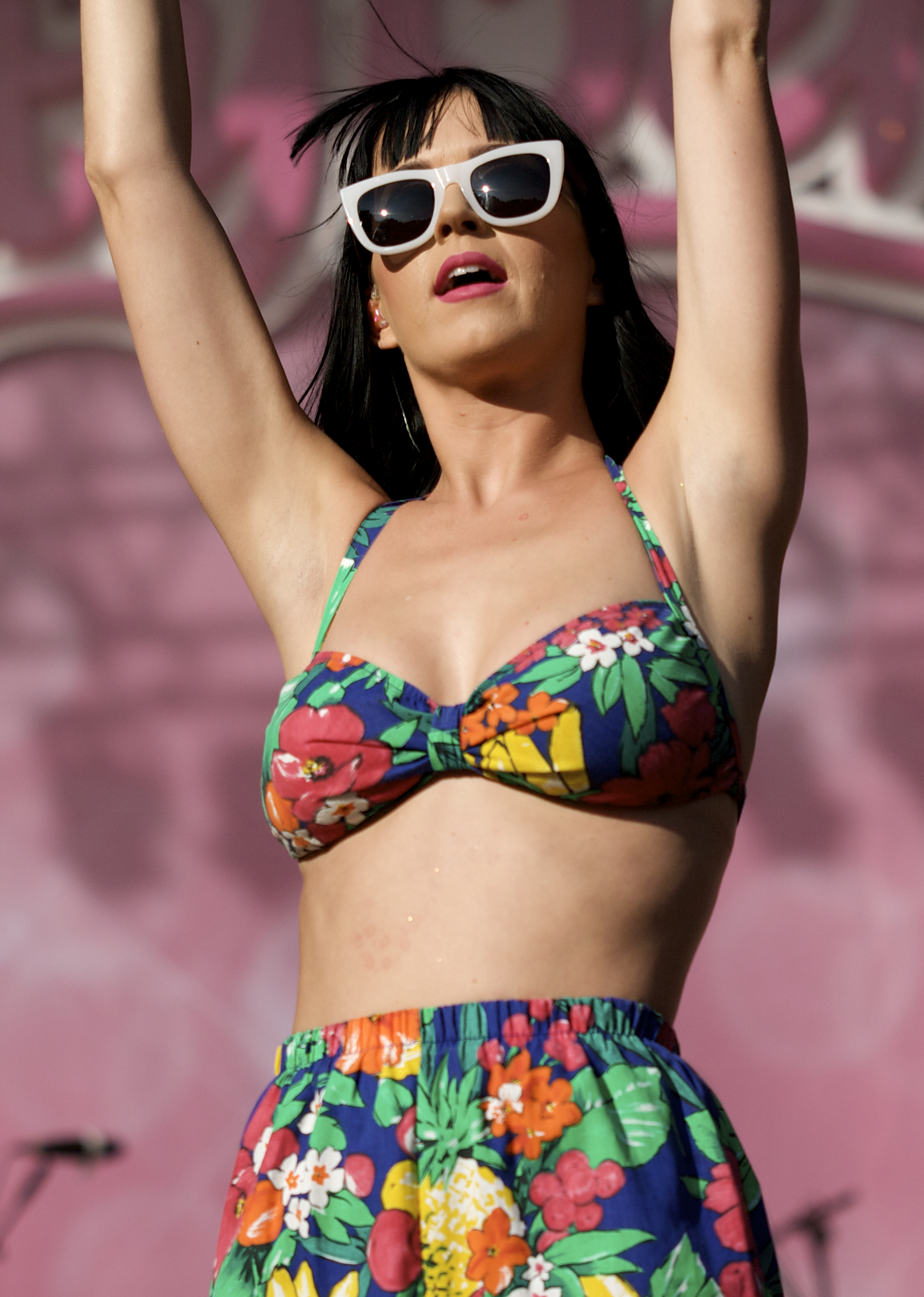
"I Kissed a Girl", de Katy Perry, foi o single que por mais tempo liderou a Hot Digital Songs em 2008.

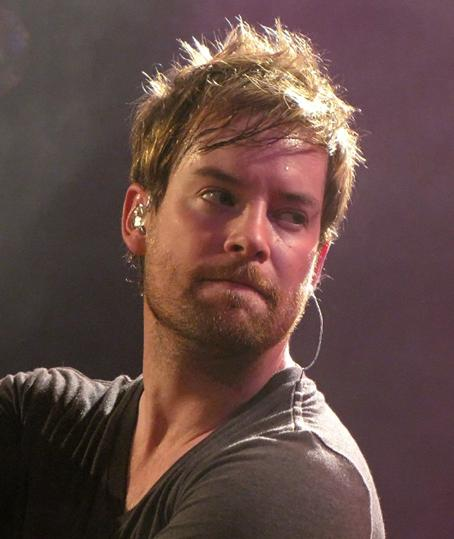
A estreia de "The Time of My Life" no topo rendeu a David Cook a maior quantidade de unidades digitais comercializadas em uma semana de estreia por um vencedor do American Idol.

| Data            | Canção                             | Artista(s)                                                | Vendas  | Ref.   |
| --------------- | ---------------------------------- | --------------------------------------------------------- | ------- | ------ |
| 5 de Janeiro    | "Low"                              | Flo Rida com participação de T-Pain                       | 177 518 | [ 9 ]  |
| 12 de Janeiro   | "Low"                              | Flo Rida com participação de T-Pain                       | 467 149 | [ 10 ] |
| 19 de Janeiro   | "Low"                              | Flo Rida com participação de T-Pain                       | 231 668 | [ 11 ] |
| 26 de Janeiro   | "Low"                              | Flo Rida com participação de T-Pain                       | 188 025 | [ 12 ] |
| 2 de Fevereiro  | "Low"                              | Flo Rida com participação de T-Pain                       | 179 772 | [ 13 ] |
| 9 de Fevereiro  | "Low"                              | Flo Rida com participação de T-Pain                       | 169 885 | [ 14 ] |
| 16 de Fevereiro | "Low"                              | Flo Rida com participação de T-Pain                       | 178 863 | [ 15 ] |
| 23 de Fevereiro | "Low"                              | Flo Rida com participação de T-Pain                       | 171 713 | [ 16 ] |
| 1 de Março      | "Low"                              | Flo Rida com participação de T-Pain                       | 178 148 | [ 17 ] |
| 8 de Março      | "Low"                              | Flo Rida com participação de T-Pain                       | 152 622 | [ 18 ] |
| 15 de Março     | "Love In This Club"                | Usher com participação de Young Jeezy                     | 197 966 | [ 19 ] |
| 22 de Março     | "Hallelujah"                       | Jeff Buckley                                              | 177 824 | [ 20 ] |
| 29 de Março     | "Love in This Club"                | Usher com participação de Young Jeezy                     | 145 840 | [ 21 ] |
| 5 de Abril      | "Bleeding Love"                    | Leona Lewis                                               | 219 237 | [ 22 ] |
| 12 de Abril     | "Touch My Body"                    | Mariah Carey                                              | 285 544 | [ 23 ] |
| 19 de Abril     | "4 Minutes"                        | Madonna com participação de Justin Timberlake e Timbaland | 216 751 | [ 24 ] |
| 26 de Abril     | "Bleeding Love"                    | Leona Lewis                                               | 223 361 | [ 25 ] |
| 3 de Maio       | "4 Minutes"                        | Madonna com participação de Justin Timberlake e Timbaland | 201 799 | [ 26 ] |
| 10 de Maio      | "Bleeding Love"                    | Leona Lewis                                               | 235 880 | [ 27 ] |
| 17 de Maio      | "Bleeding Love"                    | Leona Lewis                                               | 217 128 | [ 28 ] |
| 24 de Maio      | "Take a Bow"                       | Rihanna                                                   | 266 696 | [ 29 ] |
| 31 de Maio      | "Take a Bow"                       | Rihanna                                                   | 195 655 | [ 30 ] |
| 7 de Junho      | "The Time of My Life"              | David Cook                                                | 236 024 | [ 31 ] |
| 14 de Junho     | "Viva la Vida"                     | Coldplay                                                  | 219 278 | [ 32 ] |
| 21 de Junho     | "Viva la Vida"                     | Coldplay                                                  | 253 076 | [ 33 ] |
| 28 de Junho     | "Viva la Vida"                     | Coldplay                                                  | 245 504 | [ 34 ] |
| 5 de Julho      | "I Kissed a Girl"                  | Katy Perry                                                | 235 096 | [ 35 ] |
| 12 de Julho     | "I Kissed a Girl"                  | Katy Perry                                                | 205 516 | [ 36 ] |
| 19 de Julho     | "I Kissed a Girl"                  | Katy Perry                                                | 191 020 | [ 37 ] |
| 26 de Julho     | "I Kissed a Girl"                  | Katy Perry                                                | 177 340 | [ 38 ] |
| 2 de Agosto     | "I Kissed a Girl"                  | Katy Perry                                                | 166 434 | [ 39 ] |
| 9 de Agosto     | "I Kissed a Girl"                  | Katy Perry                                                | 151 317 | [ 40 ] |
| 16 de Agosto    | "Disturbia"                        | Rihanna                                                   | 138 949 | [ 41 ] |
| 23 de Agosto    | "Disturbia"                        | Rihanna                                                   | 148 102 | [ 42 ] |
| 30 de Agosto    | "Crush"                            | David Archuleta                                           | 166 247 | [ 43 ] |
| 6 de Setembro   | "Whatever You Like"                | T.I.                                                      | 205 241 | [ 44 ] |
| 13 de Setembro  | "Whatever You Like"                | T.I.                                                      | 176 040 | [ 45 ] |
| 20 de Setembro  | "So What"                          | Pink                                                      | 196 682 | [ 46 ] |
| 27 de Setembro  | "So What"                          | Pink                                                      | 154 336 | [ 47 ] |
| 4 de Outubro    | "So What"                          | Pink                                                      | 148 909 | [ 48 ] |
| 11 de Outubro   | "Whatever You Like"                | T.I.                                                      | 193 482 | [ 49 ] |
| 18 de Outubro   | "Live Your Life"                   | T.I. com participação de Rihanna                          | 334 550 | [ 50 ] |
| 25 de Outubro   | "Womanizer"                        | Britney Spears                                            | 285 752 | [ 51 ] |
| 1 de Novembro   | "Womanizer"                        | Britney Spears                                            | 200 928 | [ 52 ] |
| 8 de Novembro   | "If I Were a Boy"                  | Beyoncé                                                   | 189 990 | [ 53 ] |
| 15 de Novembro  | "Live Your Life"                   | T.I. com participação de Rihanna                          | 184 168 | [ 54 ] |
| 22 de Novembro  | "Heartless"                        | Kanye West                                                | 201 000 | [ 55 ] |
| 29 de Novembro  | "If I Were a Boy"                  | Beyoncé                                                   | 166 000 | [ 56 ] |
| 6 de Dezembro   | "Single Ladies (Put a Ring on It)" | Beyoncé                                                   | 204 000 | [ 57 ] |
| 13 de Dezembro  | "Single Ladies (Put a Ring on It)" | Beyoncé                                                   | 228 000 | [ 58 ] |
| 20 de Dezembro  | "Circus"                           | Britney Spears                                            | 211 000 | [ 59 ] |
| 27 de Dezembro  | "Circus"                           | Britney Spears                                            | 153 000 | [ 60 ] |